# Bożena Michaliková
Bożena Michaliková (nepřechýleně Bożena Michalik; 9. října 1907 Přemyšl – 1995 Vratislav) byla polská umělkyně a fotografka poctěná čestnými tituly Artiste FIAP (AFIAP) a Excellence FIAP (EFIAP).

## Umělecká činnost
Členka Lvovské fotografické společnosti, spoluzakladatelka Wrocławské fotografické společnosti (v současnosti Dolnoslezské sdružení uměleckých fotografů a tvůrců audiovizuální tvorby). Získala titul čestné členky Svazu polských uměleckých fotografů. Od Mezinárodní federace fotografického umění FIAP obdržela dva čestné tituly - v roce 1958 Artiste FIAP (AFIAP) a v roce 1972 Excellence FIAP (EFIAP). Zpočátku působila ve Lvově, kde byla spojena s Lvovskou fotografickou společností. Po druhé světové válce žila ve Vratislavi. V roce 1947 se stala spoluzakladatelkou Vratislavské fotografické společnosti a v roce 1957 – spolu s Wadimem Jurkiewiczem, Zbigniewem Staniewskim a Edmundem Witeckim – tvůrčí skupiny „Podwórko“. Vedla kurzy fotografie.
Její tvorba se vyvíjela od období vlivu piktorialismu (30. léta) přes mikro a makro fotografii a abstrakce v 50. letech. 20. století ke kreativní fotografii. Vytvořila novou fotografickou techniku zvanou „inverze“.

## Samostatné výstavy
- Fotografie – Galerie ZPAF, Wrocław (1959)
- Fotografie – Wrocław (1974, 1975)

## Skupinové výstavy (výběr)
- Festival výtvarných umění (vyznamenání) – Sopoty (1949)
- Výroční výstava PTF (1. cena) – Wrocław (1949)
- Szlakiem Chopina (1. cena) – Wrocław (1953)
- Okresní výstava ZPAF Foto 70 – Wrocław (1970)
- Retrospektivní výstava fotografií Dolnoslezské fotografické společnosti – Wrocław (1973)

V roce 2008 se v Národní galerii umění Zachęta ve Varšavě konala výstava Polské fotografky 20. století, která představila tvůrčí počiny padesáti polských dokumentaristek od 70. let 20. století, kde byly také prezentovány fotografie Bożeny Michalikové. Mezi dalšími vystavujícími byly například: Małgorzata Apathy, Anna Beata Bohdziewicz, Anna Brzezińska-Skarżyńska, Anna Chojnacka, Zofia Chomętowska, Maria Chrząszczowa, Maria Antonina Czaplicka, Irena Elgas-Markiewicz, Krystyna Gorazdowska, Helena Hartwigová, Joanna Helanderová, Wanda Herse, Halina Holas-Idziakowa, Irena Jarosińska-Małek, Irena Kummant-Skotnicka, Krystyna Łyczywek, Maria Kietlińska, Janina Mierzecka, Janina Mokrzycka, Anna Musiałówna, Zofia Nasierowska, Fortunata Obrąpalska, Julia Pirotte, Danuta Rago, Jadwiga Rubiś, Zofia Rydet, Jadwiga Wolska nebo Bolesława Zdanowska.

## Ceny a ocenění
- Zlatý záslužný kříž
- Medaile ke 150. výročí fotografie (1989)
- Odznak Budowniczy Wrocławia (1970)
- Diplom „Za popularizaci fotografie mezi zaměstnanci Pafawag“ (1971)
- Diplom „Za aktivní účast na propagaci kultury Pafawag“ (1972)
- Čestný diplom Dolnoslezské fotografické společnosti (1973)
- Umělecké stipendium ministerstva kultury a umění (1949)
- Umělecké stipendium Vratislavského vojvodství (1959)

## Fotoalba
- Vegetace v klíčení (1950)
- Eroze hmyzu (1953)